# Тышкевич, Стефан
Стефан Евгений Тышкевич, Стефан Евгений Тышкевич-Логойский из Ландварово (пол. Stefan Eugeniusz Tyszkiewicz; 24 ноября 1894, Варшава — 6 февраля 1976, Лондон) — польский граф, инженер и изобретатель. Участник обеих мировых войн и советско-польской войны. Член Национального Совета Польши в Лондоне.

## Детство и юность
Представитель польского дворянского рода Тышкевичей герба «Лелива». Старший сын графа Владислава Тышкевича-Логойского (1865—1936) и княгини Кристины Марии Любомирской (1871—1958). Уже в детстве проявлял характерные способности. В возрасте 14 лет (1906) получил в Милане, профессиональные водительские права. В 1911 году запатентовал два изобретения, касающиеся отопления, автомобилей и летательных аппаратов. В 1913 году Стефан Тышкевич начал обучение в Оксфордском университете.

## Первая мировая война
В момент начала Первой мировой войны Стефан Тышкевич находился на отдыхе на родине. Вызвался добровольцем в Российский Красный Крест. Он был награждён Крестом Святого Георгия IV степени за спасение семи тяжело раненых солдат под огнём. В 1915 году он был мобилизован. Окончил Офицерскую школу Пажеского корпуса в Санкт-Петербурге и с конца 1916 года занимал должность адъютанта главнокомандующего кавказского фронта — великого князя Николая Николаевича Младшего-Романова.
18 июля 1917 года в Ялте Стефан Тышкевич вступил в брак с Еленой Георгиевной Лейхтенбергской (1892—1971), приёмной дочерью великого князя Николая Николаевича, дочерью принцессы Анастасии и Георгия Максимилиановича, 6-го герцога Лейхтенбергского, племянницей королевы Италии Елены.
После начала Октябрьской революции Стефан Владиславович Тышкевич с женой проживал в Крыму по соседству с Романовыми. Облегчил в это время возвращение на родину многим полякам. Уплыл из Крыма во время Крымской эвакуации (1919) на борту британского военного корабля HMS Marlborough.

## Двадцатилетие между двумя войнами
После короткого пребывания в Италии граф Стефан Тышкевич вернулся в 1919 году в возрождённую Польшу. Он принял участие в Советско-польской войне в качестве добровольца в отряде кавалерии в виленском крае. В 1921 года, как представитель II отдела Генерального Штаба Войска Польского, принял участие в заседании Комиссии Лиги Наций по рассмотрению польско-литовской границы.
18 февраля 1921 года в Варшаве родилась дочь Елены и Стефана — Наталья-Роза-Мария Тышкевич. Наталья провела большую часть жизни в Швейцарии и скончалась в Женеве в 2003 году. В 1921—1923 годах начал учёбу в парижском университете École des Sciences Politiques. Параллельно получил образование в области дизайна автомобилей, как свободный слушатель в парижских технических вузах.

## Агропромышленная автомобильно-авиационная фабрика Стефана Тышкевича
В 1924 году Стефан начал работу над дизайном автомобиля собственного производства. Основал в Булоне, под Парижем, компанию Automobiles Ralf Stetysz (сокращённо — Агропромышленная автомобильно-авиационная фабрика Стефана Тышкевича). Автомобиль использовал американский двигатель Continental. Это был легковой автомобиль, приспособленный для эксплуатации в тяжёлых дорожных условиях (автомобиль создан для содействия автомобильной промышленности в Польше, где дорожная инфраструктура в то время была слабо развита), простой в использовании и ремонте. В 1925 году был создан успешный автомобиль, выпускаемый в двух вариантах:
- Модель ТА с 6-цилиндровым двигателем объёмом 2760 см3 и мощностью 42 КМ (при 2600 об./мин),
- модель TC с 4-цилиндровым двигателем объёмом 1500 см3 и 20 Л. с. (при 2600 об./мин)[4].

Автомобиль был представлен в 1926 и 1927 годах на Международном Автосалоне в Париже, где приобрел репутацию хорошего «колониального» автомобиля. Тышкевич также отличился в польских спортивных и туристических мероприятиях, а также принимал участие в 8-м Ралли Монте-Карло в 1929 году, где он выиграл награду за удобство и подготовку к поездке.
В 1928 году автомобильное производство было перенесено в Варшаву, на завод K. Rudzki i S-ka. Кузова изготовила фабрика авиакомпания Plage i Laśkiewicz в Люблине. Перенося производство на родину, Стефан Тышкевич вынужден был задействовать всё своё имущество, которым он располагал. Его жена продала брошь с 86-каратныи изумрудом, принадлежавшую ранее российской императрице Екатерине Великой.
11 февраля 1929 года фабрику в Варшаве уничтожил пожар. Было уничтожено также 27 почти завершённых транспортных средств, а также 6 готовых. Удалось спасти автомобиль, участвующий позднее в Ралли Монте-Карло. Стефан Тышкевич хотел возобновить производство в родном Лентварисе (Виленская область), но не смог убедить акционеров Акционерного Общества Аграрно-автомобильной фабрики графа Стефана Тышкевича.
В общей сложности было создано около 200 автомобилей Ralf Stetysz. После пожара граф Стефан Тышкевич принимал участие во внедрении в Польше автомобилей марки Mercedes и Fiat. Работал также в области развития автомобильной промышленности в Польше. Был инициатором создания «Дорожной Лиги», а с 1933 года был её председателем. Делал публикации о автомобильной промышленности в Польше.

## Вторая мировая война
В сентябре 1939 года Стефан Тышкевич оказался вместе с семьёй на территории Литовской республики, где он занимался переделкой бензиновых двигателей на газовые (отсутствие бензина). Сохраняя хорошие отношения с итальянским послом в Литве, он облегчал приезд для поляков.
После аннексии Литвы СССР в июне 1940 года граф Тышкевич был арестован и доставлен в Москву. Он отверг предложение сотрудничать с НКВД в обмен на выезд в Италию. Был освобождён из тюрьмы в октябре 1941 года. Был начальником автомобильной службы в Польских Вооружённых силах на территории СССР (Армия генерала Андерса). В 1944 году он был офицером объединённого II Польского Корпуса в чине ротмистра кречовецких уланов, в том числе офицером для поручений командира PSZ (Польские Вооружённые Силы на Ближнем Востоке), и при отделениях итальянцев, воюющих на стороне Антигитлеровской коалиции. Организовал Польский Красный Крест в Италии. В мае 1944 года, в период битвы за Монте-Кассино, изобрёл и сконструировал устройство, позволяющее обнаруживать и уничтожать немагнитные противопехотные мины.

## Послевоенный период
После войны (в 1949 году) Стефан Тышкевич находился в Лондоне, где вместе со Станиславом Мацкевичем работал в еженедельнике «Львов и Вильнюс» (номера 110—124). Затем работал в Турине в компании Fiat, однако вскоре занялся, в основном, электроникой. Получил несколько патентов, в частности, на создание Stenovox. Это была одна из первых систем диктовки и дистанционного воспроизведения, оснащённая системой защиты кода и высоко автоматизированной. Улучшенная версия устройства — Stetyphone. За оба изобретения граф Тышкевич получил гран-при на выставке Экспо в Брюсселе в 1958 году. Он также работал над устройствами для автоматического управления.
Стефан Тышкевич проектировал также инвалидные коляски и тележки для перевозки багажа, которые (благодаря использованию автоматического изменения длины оснований задних колёс) могли двигаться также вверх по лестнице, (в том числе подвижных). За эти тележки он получил золотые медали на выставках изобретений в Женеве (1972) и Нью-Йорке (1973). Разработанное Стефаном Тышкевича устройство для экономии топлива в двигателях внутреннего сгорания и дизельных двигателей (Stetair) было отмечено в 1974 году на Автосалоне в Женеве. За разработку степлера он был награждён в 1965 году в Брюсселе и в 1972 году в Женеве.
Стефан Тышкевич сотрудничал с международной организацией ELDO, которая занималась конструированием ракета-носителей, позднее в сочетании с ESRO в Европейского Космического Агентства (ESA).
Стефан Тышкевич был членом третьего Национального Совета Польской Республики в Лондоне. Был кавалером Мальтийского ордена три раза избирался членом его Большого Совета.
Граф Стефан Тышкевич-Логойский скончался 6 февраля 1976 года в Лондоне. Он был похоронен на Кладбище Бромптон в Лондоне.